# Karl Vette

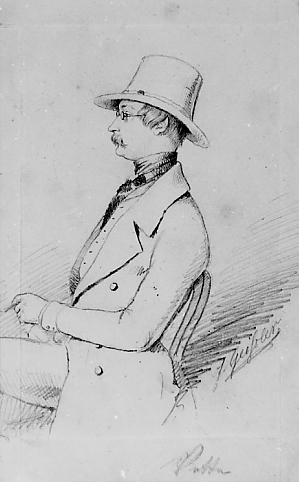
Karl Vette auf einer Zeichnung von Julius Geißler (1845)

Friedrich Karl Ludwig Vette, auch Carl Vette, (* 18. September 1820 in Varenholz; † 23. August 1873 in Salzuflen) war Anwalt, politischer Journalist und Revolutionär.

## Leben
Vette, Sohn eines Predigers, bestand am 8. Februar 1848 sein juristisches Examen und wurde danach Advokat. Er war einer der Wortführer der lippischen Demokraten, Präsident des Detmolder Volksvereins und gab mit anderen ab 25. März 1848 die Zeitschrift Die Wage heraus. Er gehörte bei der 1848er Revolution in Lippe zu den Revolutionären der ersten Stunde. Er hatte sich am Abend des 6. März mit großem Engagement für eine Petition an den Fürsten eingesetzt, in der die Freiheit der Presse, die Öffentlichkeit der Landtagsverhandlungen und eine allgemeine gleiche Wahl zu einer neuen Volksvertretung gefordert werden sollte. Im Mai 1848 gründete er in Detmold mit einigen Weggenossen den ersten „Volksverein“.
Nach Dresel und Leizmann trat Ende Januar 1850 auch Vette als letzter der ‚Wage‘-Redakteure ab, zunächst nur vorläufig mit der Begründung, dass er zum Landtagsarchivar erwählt worden sei, doch tauchte Vette  nicht mehr als Redakteur der ‚Wage‘ auf, deren Redaktion von nun an von F. L. Wagener selbst geleitet wurde.
Karl Vette soll später noch einmal journalistisch tätig geworden sein, nun bei der ab Ende 1855 erscheinenden ‚Sonntagspost‘. Er soll auch wieder Redakteur gewesen sein. Genaueres lässt sich nicht sagen, weil Vorarbeiten fehlen und in der Zeitschrift nicht die Namen aller Redakteure sowie – wenn man von Leitartikeln absieht – meistens auch nicht die Namen der Artikelschreiber angegeben sind.
Bis 1861 wurde Vette im lippischen Hofkalender als Advokat in Detmold geführt.
Im Jahr 1863 wird Vette als Schriftwart und 2. Vorsitzender des neu gegründeten 'Turnvereins Lemgo von 1863 e.V.' erwähnt.